# 多布羅斯塔尼
49°52′9″N 23°37′22″E / 49.86917°N 23.62278°E
多布羅斯塔尼（烏克蘭語：Добростани），是烏克蘭的村落，位於該國西部利沃夫州，由亞沃里夫區負責管轄，始建於1389年，面積16.58平方公里，海拔高度280米，2001年人口1,249，人口密度每平方公里75.33人。